# Lista de filmes de James Bond
James Bond é um personagem fictício criado pelo escritor Ian Fleming em 1953. Bond é um agente secreto do MI6 que também responde pelo codinome 007. No cinema, o personagem foi interpretado por Sean Connery, David Niven, George Lazenby, Roger Moore, Timothy Dalton, Pierce Brosnan e Daniel Craig, num total de 27 produções cinematográficas, sendo 25 parte da saga oficial 007, da EON Productions - e duas lançadas de forma independente. A EON detém os direitos de produção sobre os romances envolvendo James Bond, de Ian Fleming.
Em 1961, Albert R. Broccoli e Harry Saltzman uniram-se para adquirir os direitos de adaptação da obra de Fleming. Juntos, os produtores fundaram a companhia EON Productions e, através de apoio financeiro da United Artists, iniciaram a produção de Dr. No, que foi dirigido por Terence Young e protagonizado por Connery. Após o lançamento de Dr. No, em 1962, Broccoli e Saltzman fundaram a holding Danjaq como meio de garantir o futuro da franquia. A série atualmente engloba 25 filmes, sendo o mais recente No Time to Die, lançado em outubro de 2021. Com rendimento aproximado de 7 bilhões de dólares, os filmes produzidos pela EON constituem a terceira franquia com maiores bilheterias mundiais, atrás somente do Universo Cinematográfico Marvel e do Mundo Bruxo. Contabilizando com os efeitos inflacionários, os filmes da série 007 já renderam mais de 14 bilhões de dólares em valores atuais. Filmes da franquia já venceram cinco vezes o Oscar: de Melhores Efeitos Sonoros (para Goldfinger); Melhores Efeitos Visuais (para Thunderball); Melhores Efeitos Sonoros e Melhor Canção Original (para Skyfall); e novamente de Melhor Canção Original (para 007 Contra Spectre). 
Quando Broccoli e Saltzman adquiriram os direitos sobre a obra de Ian Fleming, não foi incluído o romance Casino Royale, que já havia sido vendido ao produtor Gregory Ratoff, com o roteiro adaptado para televisão em 1954. Após a morte de Ratoff, os direitos foram assumidos por Charles K. Feldman, que subsequentemente produziu o satírico Casino Royale, de 1967, com David Niven como James Bond. Um processo judicial assegurou que os direitos de filmagem de Thunderball pertenciam a Kevin McClory, pois ele havia co-escrito o roteiro para o filme juntamente com Fleming e Jack Whittingham. Apesar da união entre a Eon Productions e McClory para a produção de Thunderball, McClory ainda insistiu e adaptou o roteiro para 007 - Nunca Mais Outra Vez, lançado em 1983, com Connery reprisado seu papel como James Bond dos filmes da Eon. Atualmente, os direitos de distribuição de toda a franquia e filmes relacionados ao personagem pertencem a Metro-Goldwyn-Mayer Pictures, que foi comprada pela Amazon em 2022 por US$ 8,5 bilhões.

## Filmes da EON Productions
São 25 as produções da saga oficial 007, entre 1962 e, atualmente, 2021:
| Ano  | Título original                 | Título brasileiro                        | Protagonista   | Diretor            |
| ---- | ------------------------------- | ---------------------------------------- | -------------- | ------------------ |
| 1962 | Dr. No                          | 007 Contra o Satânico Dr. No             | Sean Connery   | Terence Young      |
| 1963 | From Russia with Love           | Moscou Contra 007                        | Sean Connery   | Terence Young      |
| 1964 | Goldfinger                      | 007 Contra Goldfinger                    | Sean Connery   | Guy Hamilton       |
| 1965 | Thunderball                     | 007 Contra a Chantagem Atômica           | Sean Connery   | Terence Young      |
| 1967 | You Only Live Twice             | Com 007 Só Se Vive Duas Vezes            | Sean Connery   | Lewis Gilbert      |
| 1969 | On Her Majesty's Secret Service | 007 - A Serviço Secreto de Sua Majestade | George Lazenby | Peter R. Hunt      |
| 1971 | Diamonds Are Forever            | 007 - Os Diamantes São Eternos           | Sean Connery   | Guy Hamilton       |
| 1973 | Live and Let Die                | Com 007 Viva e Deixe Morrer              | Roger Moore    | Guy Hamilton       |
| 1974 | The Man with the Golden Gun     | 007 Contra o Homem com a Pistola de Ouro | Roger Moore    | Guy Hamilton       |
| 1977 | The Spy Who Loved Me            | 007 - O Espião que me Amava              | Roger Moore    | Lewis Gilbert      |
| 1979 | Moonraker                       | 007 Contra o Foguete da Morte            | Roger Moore    | Lewis Gilbert      |
| 1981 | For Your Eyes Only              | 007 - Somente para Seus Olhos            | Roger Moore    | John Glen          |
| 1983 | Octopussy                       | 007 Contra Octopussy                     | Roger Moore    | John Glen          |
| 1985 | A View to a Kill                | 007 - Na Mira dos Assassinos             | Roger Moore    | John Glen          |
| 1987 | The Living Daylights            | 007 - Marcado para a Morte               | Timothy Dalton | John Glen          |
| 1989 | Licence to Kill                 | 007 - Permissão para Matar               | Timothy Dalton | John Glen          |
| 1995 | GoldenEye                       | 007 Contra GoldenEye                     | Pierce Brosnan | Martin Campbell    |
| 1997 | Tomorrow Never Dies             | 007 - O Amanhã Nunca Morre               | Pierce Brosnan | Roger Spottiswoode |
| 1999 | The World Is Not Enough         | 007 - O Mundo Não é o Bastante           | Pierce Brosnan | Michael Apted      |
| 2002 | Die Another Day                 | 007 - Um Novo Dia para Morrer            | Pierce Brosnan | Lee Tamahori       |
| 2006 | Casino Royale                   | 007 - Cassino Royale                     | Daniel Craig   | Martin Campbell    |
| 2008 | Quantum of Solace               | 007 - Quantum of Solace                  | Daniel Craig   | Marc Forster       |
| 2012 | Skyfall                         | 007 - Operação Skyfall                   | Daniel Craig   | Sam Mendes         |
| 2015 | Spectre                         | 007 Contra Spectre                       | Daniel Craig   | Sam Mendes         |
| 2021 | No Time to Die                  | 007 - Sem Tempo para Morrer              | Daniel Craig   | Cary Joji Fukunaga |

### Dr. No(1962)
Strangways, o chefe da Inteligência Britânica na Jamaica é morto misteriosamente. O agente secreto James Bond - conhecido como Agente 007 - é enviado para investigar as circunstâncias. Durante sua investigação, Bond conhece Quarrel, um pescador local e informante que vinha trabalhando com Strangways na coleta de amostras minerais nas ilhas caribenhas. Uma destas ilhas é Crab Key, lar do recluso Julius No.
Bond visita a ilha, onde conhece a mergulhadora Honey Ryder. Os três são atacados pelos capangas de No, que matam Quarrel usando um tanque lança-chamas e prendem Bond e Ryder. Dr. No revela ser membro da SPECTRE e que planeja interceptar o lançamento do Projeto Mercury no Cabo Canaveral através de um propulsor de radiação. Bond e Ryder matam No, fogem da ilha e destroem seu laboratório.  

### From Russia with Love(1963)

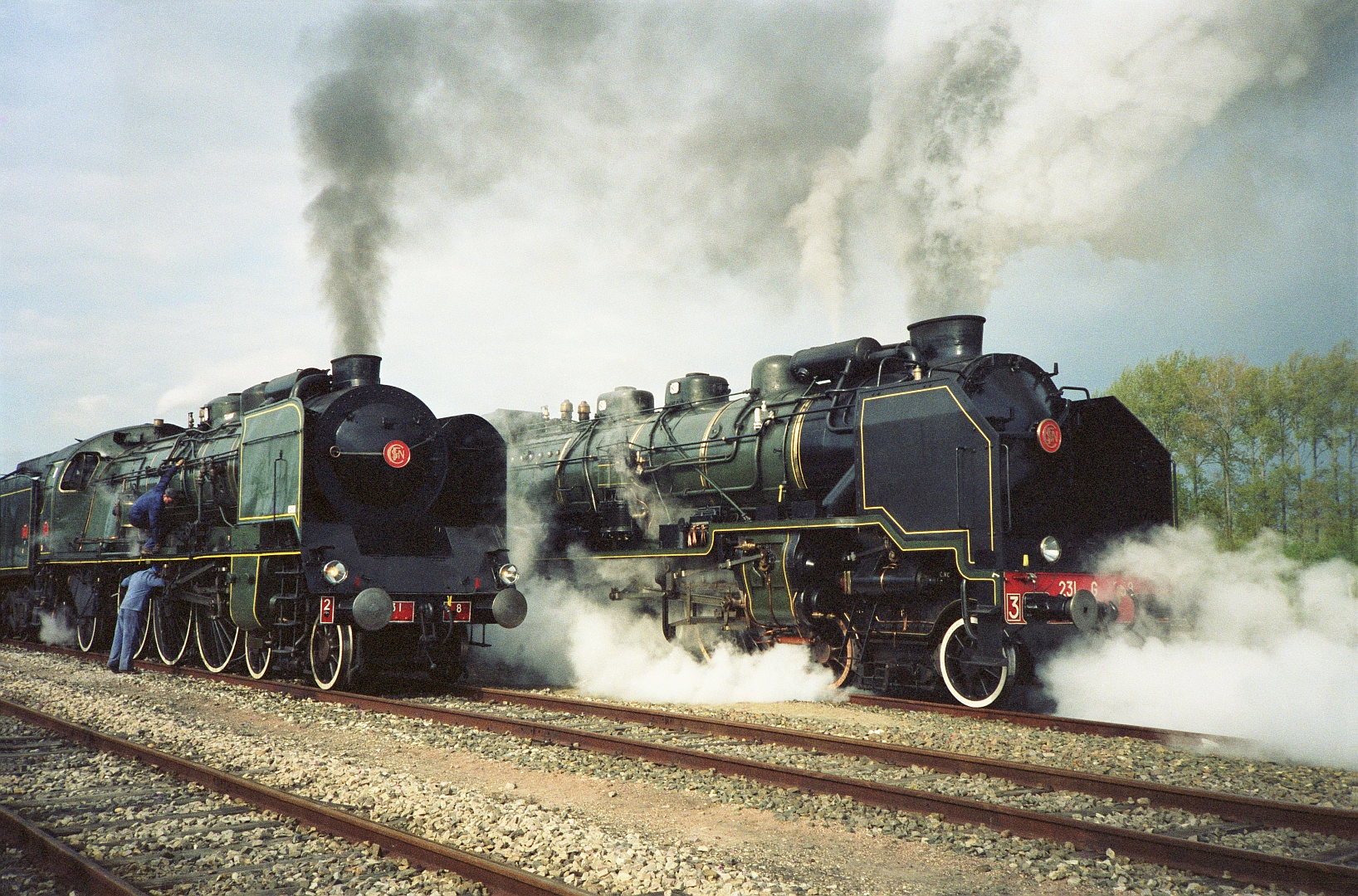
A maior parte da trama de From Russia with Love (1963) decorre a bordo do Expresso do Oriente.

O agente especialista Kronsteen, a serviço da SPECTRE, planeja roubar o codificador Lektor da União Soviética e vender novamente para Moscou como forma de vingar a morte de Julius No. Kronsteen conta com a ajuda de Rosa Klebb, agente infiltrada da SMERSH. Klebb contrata o assassino Red Grant e a bela Tatiana Romanova como isca para o agente James Bond.
Bond viaja até a Turquia e encontra Ali Kerim Bey, o agente local da Inteligência Britânica. Bond consegue o Lektor e embarca no Expresso do Oriente, mas são seguidos por Red Grant que assassina Kerim Bey. Grant simula ser um agente britânico enviado para ajudar Bond na missão. Usando seu dispositivo escondido na maleta, Bond libera um gás lacrimogêneo e consegue vencer Grant num combate corporal e fugir com Romanova para Veneza. Rosa Klebb, disfarçada de camareira de hotel, tenta roubar novamente o Lektor e assassinar Bond, mas acaba sendo aniquilada por Romanova.

### Goldfinger(1964)

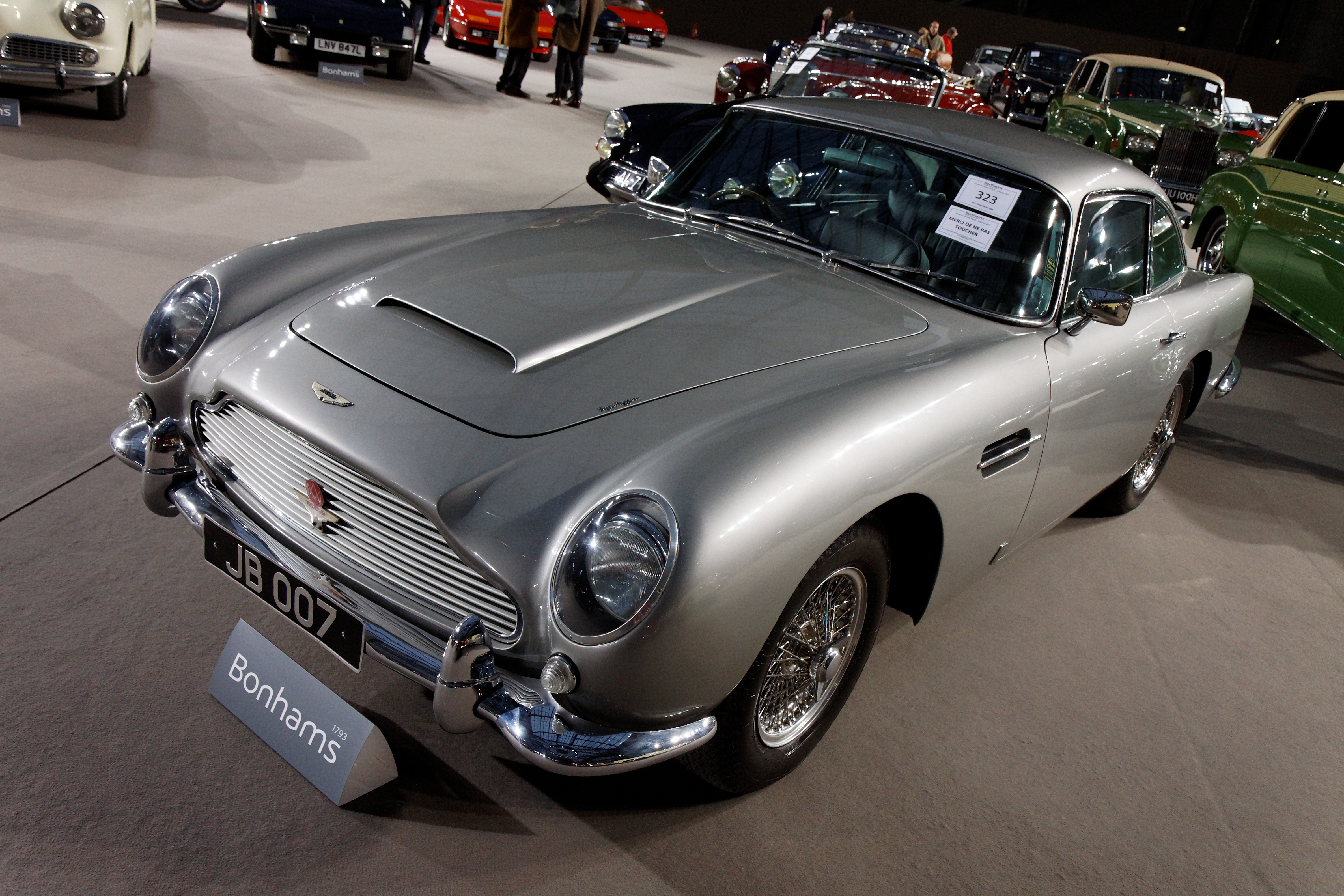
O icônico Aston Martin DB5 estreou em Goldfinger (1964) e aparece novamente em Thunderball (1965), GoldenEye (1995), Tomorrow Never Dies (1999), Skyfall (2012), Spectre (2015) e No Time to Die (2021).

Bond é enviado para investigar o bilionário Auric Goldfinger. Bond suspeita que Goldfinger trapaceia no jogo de cartas e desvenda seu esquema ao distrair sua acompanhante que posteriormente é morta pelo seu capanga Oddjob. Bond recebe ordens para investigar o tráfico internacional de ouro de Goldfinger e segue o grupo até a base de operações na Suíça. Bond é capturado ao infiltrar a base secreta de Goldfinger e levado para sua fazenda experimental no Kentucky. Bond foge e consegue observar uma reunião entre Goldfinger e mafiosos norte-americanos, onde ele promete um plano capaz de invadir e roubar todas as reservas contidas no Fort Knox.
Bond é capturado novamente após ouvir os detalhes da operação secreta, mas consegue seduzir a piloto de fuga Pussy Galore e a convence de informar as autoridades locais. Os capangas de Goldfinger invadem o Fort Knox e chegam até o cofre, onde Bond confronta e mata Oddjob enquanto policiais enfrentam o pequeno exército de Goldfinger. Goldfinger sequestra o avião de Bond, mas o agente consegue elminá-lo.

### Thunderball(1965)
Bond investiga o paradeiro de um Avro Vulcan carregado com bombas atômicas que foi sequestrado pela SPECTRE. A organização exige um valor de resgate pela devolução das bombas. Bond segue uma pista até as Bahamas, onde entra em contato com o agente da CIA Felix Leiter. A dupla suspeita do playboy Emilio Largo, que revelam se tratar do "Número Dois" da SPECTRE. Após encontrar o avião de Largo sem as bombas nucleares a bordo, a dupla de agentes segue até o iate do miliário e são emboscados pelos agentes da SPECTRE. 

### You Only Live Twice(1967)
James Bond - o Agente 007 - é enviado ao Japão para investigar um roubo de aeronaves o sequestro de um astronauta em órbita durante o lançamento do Projeto Gemini. Em sua chegada a Tóquio, Bond é contactado pelo agente Aki, assistente de Tiger Tanaka, agente da Naichō. Bond presume que a mente por detrás do desaparecimento do astronauta e da nave espacial é o chefe da SPECTRE, Ernst Stavro Blofeld, que trabalha em conjunto com o mafioso local Osato. Bonde segue pistas até o quartel-general de Blofeld enquanto a nave espacial Bird One ataca uma cápsula soviética. Blofeld revela a Bond que seu plano é simular um ataque entre potências rivais e transformar a Guerra Fria em uma Terceira Guerra Mundial. 
Tanaka ataca a ilha com sua tropa de ninjas enquanto Bond tenta distrair Blofeld e abrir a fortaleza para a entrada das autoridades policiais. Durante o confronto, Osato é morto por Blofeld que ativa o sistema de autodestruição da base e desaparece. Bond, a massagista Kissy, Tanaka e a tropa de ninjas fogem por um túnel e são resgatados por um submarino. 

### On Her Majesty's Secret Service(1969)
Na busca por Blofeld, o chefe da SPECTRE, Bond impede que Tracy di Vicenzo cometa suicídio em uma praia e, posteriormente, ambos se encontram em um cassino. Bond recebe a informações de Marc-Ange Draco, chefe do sindicato criminoso Unione Corse e pai de Tracy, sobre um contratante suíço de Blofeld. Bond invade o escritório do contratante e assume que Blofeld está correspondendo com o College of Arms. Passando-se por um representante da instituição, Bond encontra Blofeld em sua clínica de pesquisas alérgicas nos Alpes Suíços. Bond presume que Blofeld está praticando lavagem cerebral em seus pacientes para infectar a população local com um vírus e iniciar uma guerra biológica. 
Bond foge da clínica ao ter sua identidade revelada por Blofeld e retorna ao local acompanhado de capangas de Draco. A investida é um sucesso, mas Blofeld consegue fugir. Bond se casa com Tracy, que é assassinada por Irma Bunt, parceira de Blofeld.

### Diamonds Are Forever(1971)
Bond é enviado pelo MI6 para investigar um grande esquema de desvio internacional de diamantes que começa na África do Sul e passa pela Holanda até chegar no mercado britânico. Disfarçado como um traficante de joias chamado Peter Franks, Bond viaja até Amsterdão e faz contato com Tiffany Case. Após pegar os diamantes, Bond viaja para os Estados Unidos e econtra seu parceiro Felix Leiter. Bond segue uma intrincada rede de pistas que o levam até o hotel-cassino Whyte House, comandando pelo bilionário Willard Whyte.
Bond segue a remessa de diamantes até o ponto de entrega marcado por Bert Saxby, chefe da segurança de Whyte, e então até um laboratório de pesquisas controlado por Whyte, onde ele encontra um satélite sendo construído pelo especialista Dr. Metz. Suspeitando de Whyte, Bond tenta confrontá-lo e acaba chegando até Blofeld, que sequestra o agente e revela seus planos de destruir mísseis nucleares. 

### Live and Let Die(1973)

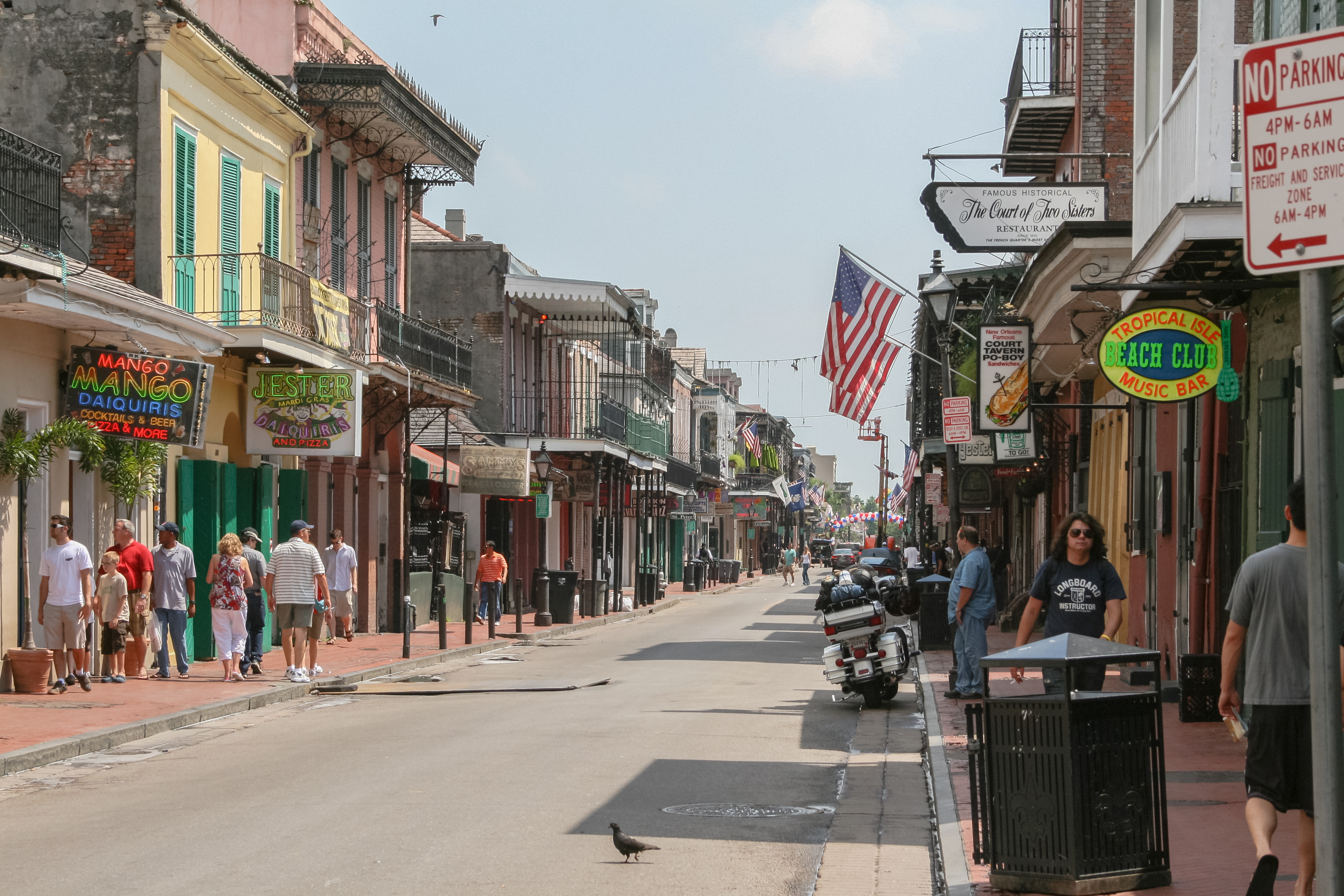
O Bairro Francês de Nova Orleães serve como pano de fundo para a cena de abertura e a trama principal de Live and Let Die (1973).

James Bond é enviado pelo MI6 para investigar o assassinato de três agentes britânicos, todos mortos nas últimas 24 horas. As vítimas estavam investigando isoladamente as operações de Dr. Kananga, misterioso ditador da ilha caribenha de San Monique. Bond descobre que Kananga também conduz negócios ilícitos em Nova Orleães sob a alcunha de "Mr. Big". 
Ao visitar San Monique, Bond descobre que Kananga está fabricando duas toneladas de heroína e dominando os campos de papoula ao explorar o temor dos locais pelos rituais de voodoo. Através de sua alcunha, "Mr. Big", Kananga planeja distribuir heroína gratuitamente em seus restaurantes Fillet of Soul visando aumentar o número de dependentes químicos. 

### The Man with the Golden Gun(1974)

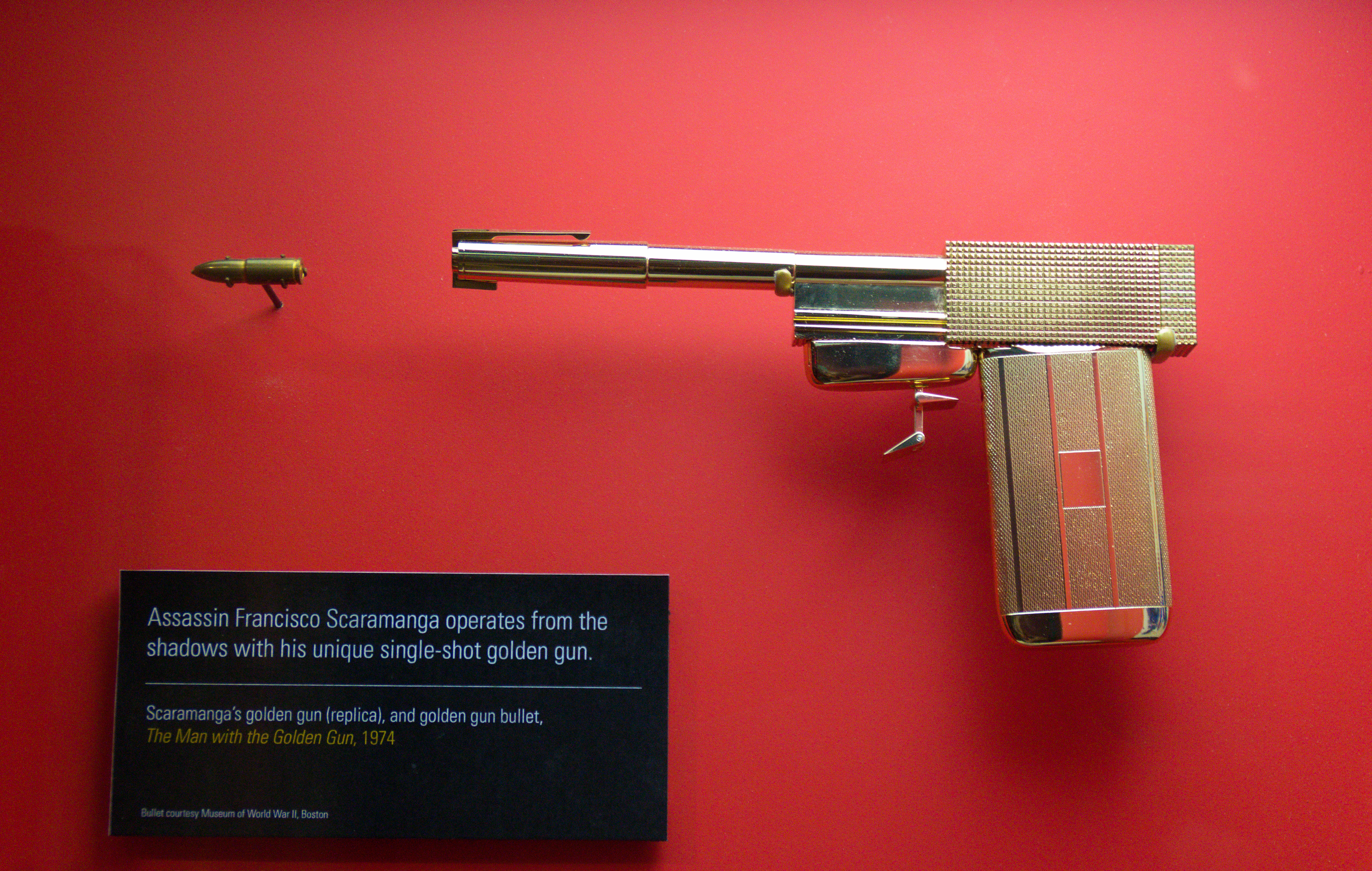
A icônica pistola banhada a ouro de Francisco Scaramanga inspirou o título do filme dirigido por Guy Hamilton e do romance original de Ian Fleming.

Após receber uma cápsula de bala dourada marcada com o código "007", M retira o agente James Bond da missão de localizar o cientista britânico Gibson, inventor do agitador Solex. Para o MI6, a bala significa que Bond é o próximo alvo do notório assassino Francisco Scaramanga. A partir de uma bala dourada perdida, Bond segue Scaramanga até Macau, onde flagra sua assistente coletando cápsulas de bala dourada em um cassino. Bond segue a mulher até Hong Kong, onde testemunha o assassinato de Gibson e o roubo do acelerador de partículas. Finalmente, M envia Bond para recuperar o Solex e eliminar Scaramanga.

### The Spy Who Loved Me(1977)
Bond recebe a missão de investigar o desaparecimento de submarinos balísticos da Marinha Real Britânica e da Marinha Soviética e a oferta misteriosa de venda de um radar de submarinos militares. Bond trabalha em conjunto com a Major Anya Amasova da KGB na investigação. A dupla descobre que o cientista e anarquista Karl Stromberg está por detrás das operações. 
Bond e Amasova seguem um navio-tanque de Stromberg e suspeitam que seja responsável pelo desaparecimento dos submarinos nucleares. O submarino de Bond acaba sequestrado igualmente por Stromberg, que planeja destruir Moscou e Nova Iorque e iniciar uma guerra nuclear sem precedentes e fundar uma nova civilização. Bond consegue fugir e recuperar os submarinos e persegue Stromberg até sua base de operações. 

### Moonraker(1979)
O ônibus espacial Moonraker das Indústrias Drax desaparece e o agente secreto James Bond recebe a missão de investigar o caso. Bond encontra-se com o presidente da companhia, Hugo Drax e sua assistente, a cientista Holly Goodhead. Bond segue as pistas até Veneza, onde presume que Drax está fabricando um gás nervoso letal aos humanos e inofensivo aos demais animais. As investigações de Bond culminam novamente na cientista Goodhead que revela se tratar de uma agente infiltrada da CIA.
Bond viaja até o Brasil buscando a fábrica de Drax e acaba caindo em uma emboscada. Bond e Goodhead simulam ser pilotos de um dos seis ônibus espaciais de Drax enviados para uma estação espacial clandestina. Em órbita, Bond descobre que o plano de Drax é destruir toda a vida humana lançando cinquenta cápsulas tóxicas sobre a atmosfera. Bond e Goodhead desativam o sistema stealth da estação e os Estados Unidos enviam um grupamento de Fuzileiros Navais a bordo de um ônibus espacial. 

### For Your Eyes Only(1981)
Após o naufrágio de um barco britânico, o arqueólogo marinho Sir Timothy Havelock é encarregado de recuperar o sistema de localização automática chamado ATAC antes da KGB. Após o assassinato de Havelock por Gonzales, um assassino cubano, Bond é enviado para descobrir quem encomendou o assassinato. Durante a missão, Bond é capturado mas Gonzales acaba sendo morto por Melina Havelock, filha do cientista, e ambos escapam. Bond identifica um dos presentes com Gonzales como Emile Leopold Locque e também segue uma pista até a Itália onde encontra seus informantes Luigi Ferrara e Aris Kristatos. Kristatos informa a Bond que Locque foi contratado por Milos Columbo, seu antigo parceiro no crime.

### The Living Daylights(1987)
Bond ajuda na deserção do oficial da KGB Georgi Koskov, abatendo a atiradora de elite Kara Milovy, disfarçada como uma violoncelista. Durante o seu interrogatório, Koskov alega que a antiga política da KGB de Smiert Spionam — "Morte aos Espiões" — foi revivida pelo General Leonid Pushkin, seu novo superior. Koskov é posteriormente sequestrado do esconderijo e Bond recebe ordem de eliminar Pushkin.
Bond segue Milovy e presume que ela mantém uma relação amorosa com Koskov e que a deserção deste foi encenada. Posteriormente, Bond descobre que Koskov é amigo do traficante de armas Brad Whitaker. Após conhecer Pushkin e forjar seu assassinato, Bond desvenda o esquema de Koskov e Whitaker que desviam recursos da KGB para contrabando de diamantes e drogas. 

### Licence to Kill(1989)
Bond ajuda o agente da CIA Felix Leiter na captura do traficante Franz Sanchez, que foge e mutila Leiter e assassina sua esposa. Bond jura vingança, mas recebe ordens de M para retornar ao serviço. Diante da recusa de Bond, M revoga sua licença para matar e ele passa atuar como um agente oculto com ajuda de Q.
Bond viaja para a República do Istmo e é levado até a equipe de Sanchez, onde consegue levantar as suspeitas de Sanchez contra vários de seus funcionários. Quando Bond é levado para a base de operações principal e a refinaria de drogas de Sanchez, ele é reconhecido por um dos homens de Sanchez e capturado. Bond foge e destrói a refinaria.

### GoldenEye(1995)
Na década de 1980, Bond e Alec Trevelyan – o Agente 006 – infiltram uma base ilícita de armas químicas da União Soviética e plantam cargas explosivas. Trevelyan é atingido, mas Bond escapa da instalação quando ela explode. Nove anos depois, Bond testemunha o roubo de um protótipo de helicóptero Eurocopter Tiger, capaz de suportar um pulso eletromagnético, pela organização criminosa Janus. Janus usa o helicóptero para roubar o disco de controle das armas duplas do satélite GoldenEye e usa o próprio satélite para destruir o complexo com um pulso eletromagnético. Apenas os programadores Natalya Simonova e Boris Grishenko sobrevivem ao ato terrorista.
Bond investiga o ataque e viaja para a Rússia, onde localiza Simonova e descobre que Trevelyan havia encenado a própria morte e estava vivo como comandante da Janus. Simonova rastreia um fluxo de computadores para Cuba e acompanha Bond até a ilha. Trevelyan revela seu plano para roubar dinheiro do Banco da Inglaterra antes de apagar todos os seus registros financeiros com o GoldenEye, escondendo o roubo e destruindo a economia britânica.

### Tomorrow Never Dies(1997)
Bond investiga o naufrágio de um navio da Marinha Real Britânica no Mar do Sul da China, o roubo de um dos mísseis de cruzeiro do navio e o abate de um avião de combate chinês. A investigação leva Bond até os investimentos suspeitos do magnata da mídia Elliot Carver e sua possível aquisição de um codificador de GPS no mercado negro.
Bond se une à agente da Guoanbu Wai Lin na investigação do caso e ambos concordam em colaborar a despeito da rivalidade de seus países. A dupla descobre que Carver usou o codificador de GPS para desviar o navio britânico de seu curso e invadir águas chinesas, incitando uma guerra entre os dois países. Com uma frota britânica a caminho da China, Bond e Wai Lin invadem o navio-esconderijo de Carver e evitam o disparo de um míssil de cruzeiro britânico contra Pequim. 

### The World Is Not Enough(1999)
Bond recupera dinheiro para Sir Robert King, um magnata do petróleo britânico e amigo de M, mas King morre envenenado logo após tocar a quantia. Bond rastreia o malote até Renard, um agente da KGB que se tornou terrorista recentemente e já foi autor de um plano de sequestro contra a filha de King, Elektra. O MI6 acredita que Renard planeja algo contra Elektra King novamente e Bond é enviado para protegê-la.
Bond visita Valentin Zukovsky e é informado de que o chefe de segurança da Elektra, Davidov, está aliado a Renard. Bond elimina Davidov e segue as pistas até uma base russa de mísseis balísticos intercontinentais no Cazaquistão. Se passando por um cientista nuclear russo, Bond conhece a física nuclear americana Christmas Jones. Os dois testemunham Renard roubando o localizador de GPS e uma carga plutônio para alimentar uma bomba atômica, causando uma explosão. Elektra sequestra M depois de pensar que Bond foi morto e o agente descobre que Elektra pretende criar uma explosão nuclear em um submarino em Istambul para aumentar o valor de mercado de seu próprio oleoduto. 

### Die Another Day(2002)
Bond investiga o coronel norte-coreano Tan-Sun Moon, que negocia ilegalmente diamantes oriundos de regiões africanas em conflito em troca de armas. Moon aparentemente morre e Bond é capturado e torturado por catorze meses. Após uma negociação pelos diplomatas britânicos, o MI6 consegue trocar Bond pelo criminoso Zao, braço-direito de Moon. Apesar liberado de sua missão ao retornar, Bond decide completar sua missão e segue Zao até uma clínica de terapia genética, onde os pacientes podem ter alterar sua aparência física por meio da reconstrução genética. Zao foge e deixa pistas que ligam o caso ao bilionário britânico Gustav Graves.
Graves revela estar investindo no espelho espacial Icarus, que é capaz de concentrar a energia solar em uma pequena área e fornecer luz solar o ano todo para o desenvolvimento da agricultura. Bond descobre que Moon também passou por terapia genética e assumiu a identidade de Graves. Bond então expõe o plano de Moon de usar o Icarus como uma arma solar para abrir caminho através da Zona Desmilitarizada da Coreia, permitindo que as tropas norte-coreanas invadam a Coreia do Sul e reunifiquem os países.

### Casino Royale(2006)
O mais novo Agente 007 - James Bond - rastreia e mata um fabricante de bombas e leva seu celular. Procurando no telefone, Bond descobre uma mensagem de texto que ele rastreia como sendo para Alex Dimitrios e depois para o terrorista Le Chiffre, que vende ações a descoberto de empresas de sucesso e depois arquiteta ataques terroristas para derrubar o preço de suas ações. Bond frustra o plano de Le Chiffre de destruir o protótipo do avião Skyfleet, o que força Le Chiffre a organizar um torneio de pôquer de apostas altas no Casino Royale para recuperar sua fortuna. Bond é encarregado de eliminar Le Chiffre e se une a uma funcionária do Departamento do Tesouro, Vesper Lynd.
Bond vence Le Chiffre na mesa de pôquer, mas acaba sequestrado juntamente com Lynd pelos capangas do magnata. Enquanto Lynd é libertada em troca de resgate, Bond é mantido em cativeiro e torturado por meses. Le Chiffre é posteriormente morto por Mr. White, seu antigo consultor de negócios. Bond descobre que seus ganhos no pôquer nunca foram reembolsados ao Tesouro e acredita que Lynd é uma agente dupla trabalhando para mafiosos. Bond a persegue e é atacado por membros da organização de White. Bond sobrevive, mas White recupera a quantia de Le Chiffre e Lynd se sacrifica para salvar Bond.

### Quantum of Solace(2008)
Junto com M, Bond interroga Mr. White sobre sua organização secreta conhecida apenas como Quantum. O agente duplo Craig Mitchell - que mantém um disfarce como segurança pessoal de M - ataca os dois agentes e permite que White fuja. Bond rastreia a organização e segue para o Haiti, onde descobre uma ligação de White com o ambientalista Dominic Greene.
Bond descobre uma conspiração arquitetada por Greene para colocar General Medrano como Presidente da Bolívia através de um golpe de Estado enquanto a Quantum receberia o monopólio para administrar o abastecimento de água ao país. Bond desvenda que a Quantum está represando o abastecimento de água potável da Bolívia para forçar o aumento do preço. Com a ajuda da agente secreta boliviana Camille Montes, Bond ataca o hotel onde Greene e Medrano estão finalizando seus planos e deixa Greene perdido no deserto com apenas uma lata de óleo de motor para beber. 

### Skyfall(2012)
Após uma operação desastrosa em Istambul, Bond desaparece e é dado como morto enquanto o Governo Britânico abre uma investigação contra M para apurar sua conduta à frente do MI6. Entretanto, a sede do MI6 é atacada e Bond é convocado de volta. Bond é enviado para Xangai e Macau em busca de um mercenário chamado Patrice. Lá, o agente contacta Raoul Silva, um ex-agente do MI6 que foi capturado e torturado por agentes chineses. Ressentido, Silva põe em prática um plano para arruinar a reputação de M antes de a assassinar. 

### SPECTRE(2015)
Após sua morte em Skyfall, M envia a Bond uma mensagem póstuma que o leva a impedir um ataque terrorista na Cidade do México. Gareth Mallory aposenta Bond por sua operação ilegal, mas o ex-agente continua sua investigação de forma secreta. Bond segue pistas até Roma, onde desvenda uma obscura organização terrorista conhecida como SPECTRE. Na Áustria, Bond encontra o até então desaparecido Mr. White, infectado com uma doença terminal pela SPECTRE. White pede a Bond que proteja sua filha, Madeleine Swann, do líder terrorista Franz Oberhauser.
Enquanto isso, Mallory enfrenta pressões para que o MI6 se junte a uma rede global de compartilhamento de inteligência chamada "Nove Olhos". Com a ajuda de Swann, Bond rastreia agentes da SPECTRE no Marrocos e descobre que a organização está por trás dos ataques terroristas. A SPECTRE controla secretamente o projeto "Nove Olhos", dando-lhes acesso à rede de compartilhamento de inteligência. Oberhauser captura e tortura Bond, revelando um intrincada e complexa trama familiar que une os dois. 

### No Time to Die(2021)
Cinco anos após a prisão de Blofeld, Bond está aposentado e morando na Jamaica quando Felix Leiter e seu parceiro Logan Ash pedem sua ajuda na busca pelo cientista desaparecido do MI6, Valdo Obruchev. Bond finalmente aceita o pedido de Leiter e segue suas pistas sobre o paradeiro do cientista em Cuba, onde ele se infiltra em uma reunião da SPECTRE. Obruchev percebe que é uma armadilha preparada por Blofeld para matar Bond com um vírus mortal, mas ele está trabalhando para outra pessoa e re-projetou o vírus para atacar apenas os membros da organização. Ash elimina Leiter e ajuda Obruchev a fugir novamente. Bond retorna ao MI6 e confronta M sobre o vírus conhecido como "Hércules" e descobre se tratar de uma arma em nanoscópica que pode ser programada para atacar pessoas específicas com base em seu marcador genético. Ele então visita Blofeld na prisão e reencontra Madeleine Swann. 
Bond rastreia Swann até a casa de sua infância, onde ela mora com sua filha de cinco anos, Mathilde. Madeleine conta a Bond sobre Lyutsifer Safin, o homem que controla "Hércules". Após Bond vingar a morte de Leiter matando Ash, Safin captura Swann e Mathilde e as leva para sua ilha particular. Bond trabalha com o MI6 para resgatar Swann e Mathilde e destruir a fábrica de Safin com um ataque de míssil lançado de um contratorpedeiro da Marinha Real. Antes de Bond matá-lo, Safin infecta Bond com nanorrobôs que foram programados para atacar Swann e Mathilde.

## Filmes independentes
São 2 as produções independentes, realizadas em 1967 e 1983:
| Ano  | Título original       | Título brasileiro          | Protagonista | Diretor        |
| ---- | --------------------- | -------------------------- | ------------ | -------------- |
| 1967 | Casino Royale         | 007 - Casino Royale        | David Niven  | Ken Hughes     |
| 1983 | Never Say Never Again | 007 - Nunca Mais Outra Vez | Sean Connery | Irvin Kershner |

### Casino Royale(1967)
Bond é convocado de volta pelo MI6 diante da ameaça da SMERSH e assume o comando do departamento após a morte de M. Bond recruta a jogadora de bacará Evelyn Tremble para vencer o agente da SMERSH Le Chiffre, que busca desesperadamente por dinheiro após provocar um desvio milionário na organização. Tremble desvenda as trapaças de Le Chiffre e vence o jogo. Tremble é capturada, torturada e morta e Bond suspeita que o cassino está situado acima de um quartel-general do maligno Dr. Noah. Bond e Miss Moneypenny viajam até a localidade para investigar melhor. Dr. Noah revela ser o sobrinho de Bond, Jimmy Bond, que planeja usar suas armas biológicas para aniquilar todos os demais homens atraentes e deixá-lo como único homem disponível no mundo. 

### Never Say Never Again(1983)
Bond investiga o sequestro de dois mísseis de cruzeiro com ogivas nucleares  pela SPECTRE. Bond encontra a irmã do piloto Domino Petachi e seu amante Maximillian Largo, que vem a ser o "Número Um" da SPECTRE. Após seguir o casal até a França, Bond informa Domino da morte de seu irmão e descobre que um parceiro do MI6 foi assassinado por Fatima Blush, outra agente secreta enviada pela SPECTRE. Bond e Felix Leiter tentam embarcar no iate luxuoso de Largo, o Disco Volante, em busca das ogivas nucleares desaparecidas. Bond cai em uma emboscada e acaba levado juntamente com Domino para "Palmyra", a base de operações de Largo no Mediterrâneo.

## Elenco e personagens
| Filme                   | Personagem | Personagem | Personagem | Personagem | Personagem | Personagem | Personagem | Personagem | Personagem |
| Filme                   | Bond       | Blofeld    | Gogol      | Gray       | Leiter     | M          | Moneypenny | Q          | Tanner     |
| ----------------------- | ---------- | ---------- | ---------- | ---------- | ---------- | ---------- | ---------- | ---------- | ---------- |
| Dr. No                  | Connery    |            |            |            | Lord       | Lee        | Maxwell    | Llewelyn   |            |
| From Russia with Love   | Connery    | Dawson     |            |            |            | Lee        | Maxwell    | Llewelyn   |            |
| Goldfinger              | Connery    |            | Linder     |            |            | Lee        | Maxwell    | Llewelyn   |            |
| Thunderball             | Connery    | Dawson     | Nutter     |            |            | Lee        | Maxwell    | Llewelyn   |            |
| You Only Live Twice     | Connery    | Pleasence  |            |            |            | Lee        | Maxwell    | Llewelyn   |            |
| Secret Service          | Lazenby    | Savalas    |            |            |            | Lee        | Maxwell    | Llewelyn   |            |
| Diamonds Are Forever    | Connery    | Gray       | Burton     |            |            | Lee        | Maxwell    | Llewelyn   |            |
| Live and Let Die        | Moore      |            | Hedison    |            |            | Lee        | Maxwell    |            |            |
| Golden Gun              | Moore      |            | Llewelyn   | Goodliffe  |            | Lee        | Maxwell    |            |            |
| The Spy Who Loved Me    | Moore      | Gotell     | Llewelyn   | Keen       |            | Lee        | Maxwell    |            |            |
| Moonraker               | Moore      | Gotell     | Llewelyn   | Keen       |            | Lee        | Maxwell    |            |            |
| For Your Eyes Only      | Moore      | Gotell     | Llewelyn   | Keen       | Hollis     |            | Maxwell    | Villiers   |            |
| Octopussy               | Moore      | Gotell     | Llewelyn   | Keen       |            | Brown      | Maxwell    |            |            |
| A View to a Kill        | Moore      | Gotell     | Llewelyn   | Keen       |            | Brown      | Maxwell    |            |            |
| The Living Daylights    | Dalton     | Gotell     | Llewelyn   | Keen       | Terry      | Brown      | Bliss      |            |            |
| Licence to Kill         | Dalton     |            | Llewelyn   |            | Hedison    | Brown      | Bliss      |            |            |
| GoldenEye               | Brosnan    |            | Llewelyn   | Dench      | Bond       | Kitchen    |            |            |            |
| Tomorrow Never Dies     | Brosnan    |            | Llewelyn   | Dench      | Bond       |            |            |            |            |
| The World Is Not Enough | Brosnan    | Kitchen    | Llewelyn   | Dench      | Bond       |            |            |            |            |
| Die Another Day         | Brosnan    | Cleese     |            | Dench      | Bond       |            |            |            |            |
| Casino Royale           | Craig      | Wright     |            | Dench      |            |            |            |            |            |
| Quantum of Solace       | Craig      | Wright     | Kinnear    | Dench      |            |            |            |            |            |
| Skyfall                 | Craig      |            | Kinnear    | Dench      | Harris     | Whishaw    |            |            |            |
| SPECTRE                 | Craig      | Waltz      | Kinnear    | Fiennes    | Harris     | Whishaw    |            |            |            |
| No Time to Die          | Craig      | Waltz      | Kinnear    | Wright     | Harris     | Whishaw    |            |            |            |